# Weißbüschelaffe

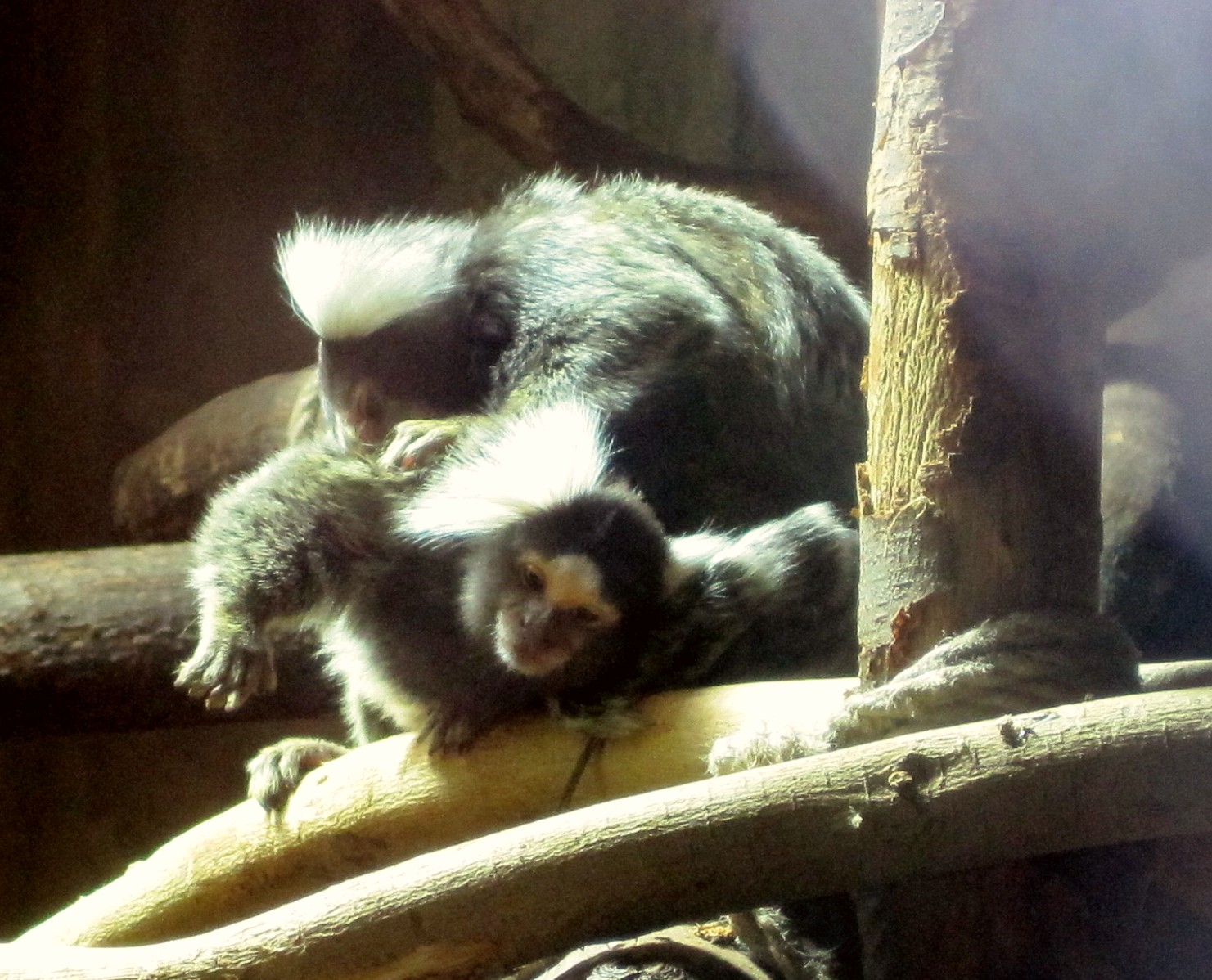
Weißbüschelaffen bei sozialer Fellpflege

Der Weißbüschelaffe oder -äffchen (Callithrix jacchus), oft auch Pinselohräffchen genannt, ist eine Primatenart aus der Familie der Krallenaffen (Callithrichidae).

## Merkmale
Weißbüschelaffen erreichen eine Kopf-Rumpf-Länge von 18 bis 25 Zentimetern, der Schwanz ist mit etwa 30 Zentimetern deutlich länger. Ihr Gewicht beträgt etwa 300 bis 400 Gramm. Ihr Fell ist vorwiegend graubraun gefärbt, am Rücken verlaufen einige helle Querstreifen. Auch der Schwanz ist gestreift. Ihr Kopf ist bräunlich gefärbt, charakteristisch sind die weißen, büschelartigen Haare, die die Ohren umgeben. Ein weißer Fleck findet sich auf der Stirn, das Gesicht ist haarlos. Die Gliedmaßen sind eher kurz, wie bei allen Krallenaffen befinden sich an den Fingern und Zehen (mit Ausnahme der Großzehe) Krallen statt Nägeln.
Männchen und Weibchen sehen sehr ähnlich aus und zeigen keinen Geschlechtsdimorphismus.

## Verbreitung und Lebensraum
Weißbüschelaffen bewohnen das nordöstliche Brasilien. Ihr ursprüngliches Verbreitungsgebiet reichte von Maranhão oder Piauí bis zum Nordufer des Rio São Francisco. Mittlerweile sind sie auch in anderen Regionen Brasiliens heimisch, etwa in Bahia, Rio de Janeiro und Santa Catarina, aber auch in Buenos Aires. Ihr Lebensraum sind Wälder, wobei sie in verschiedenen Waldtypen vorkommen können. So sind sie in der steppenartigen Caatinga ebenso zu finden wie in den feuchten atlantischen Küstenwäldern. Sie sind anpassungsfähig und können auch in Plantagen oder Parkanlagen existieren.

## Lebensweise
Weißbüschelaffen sind wie alle Krallenaffen tagaktiv. In der Nacht schlafen sie in Baumhöhlen oder im Lianendickicht. In den Bäumen bewegen sie sich entweder auf allen vieren gehend oder springend fort. 
Sie leben in Gruppen von zwei bis 15 (durchschnittlich 9) Tieren zusammen. Diese Gruppen sind oft um ein fortpflanzungsfähiges Paar organisiert und beinhalten daneben weitere ausgewachsene Tiere und Jungtiere. Das fortpflanzungsfähige Paar dominiert die Gruppe, der Eisprung der untergeordneten Weibchen ist unterdrückt, sodass diese nicht fortpflanzungsfähig sind. Bei dieser Unterdrückung könnten Pheromone der dominanten Tiere eine Rolle spielen. Das Territorium einer Gruppe ist sehr klein und umfasst nur rund 0,7 bis 6 Hektar.
Die Gruppenmitglieder kommunizieren durch Gesichtsausdrücke, Körperhaltungen und zwitschernde Laute miteinander. In einem Versuch wurde entdeckt, dass Weißbüschelaffen altruistische Tendenzen zeigen. Dabei ließen sie Artgenossen ohne eine Belohnung oder Gegenleistung – auch nicht zu Fortpflanzungszwecken – Nahrung zukommen. Weißbüschelaffen sind auch die ersten Affen, bei denen Wissenschaftler nachweisen konnten, dass sie andere Familienmitglieder mit charakteristischen Rufen ansprechen, sich also gegenseitig beim Namen nennen. Treffen sie auf fremde Artgenossen und interagieren sie eine Zeit lang mit diesen, sind sie auch in der Lage, deren Namen zu erlernen.

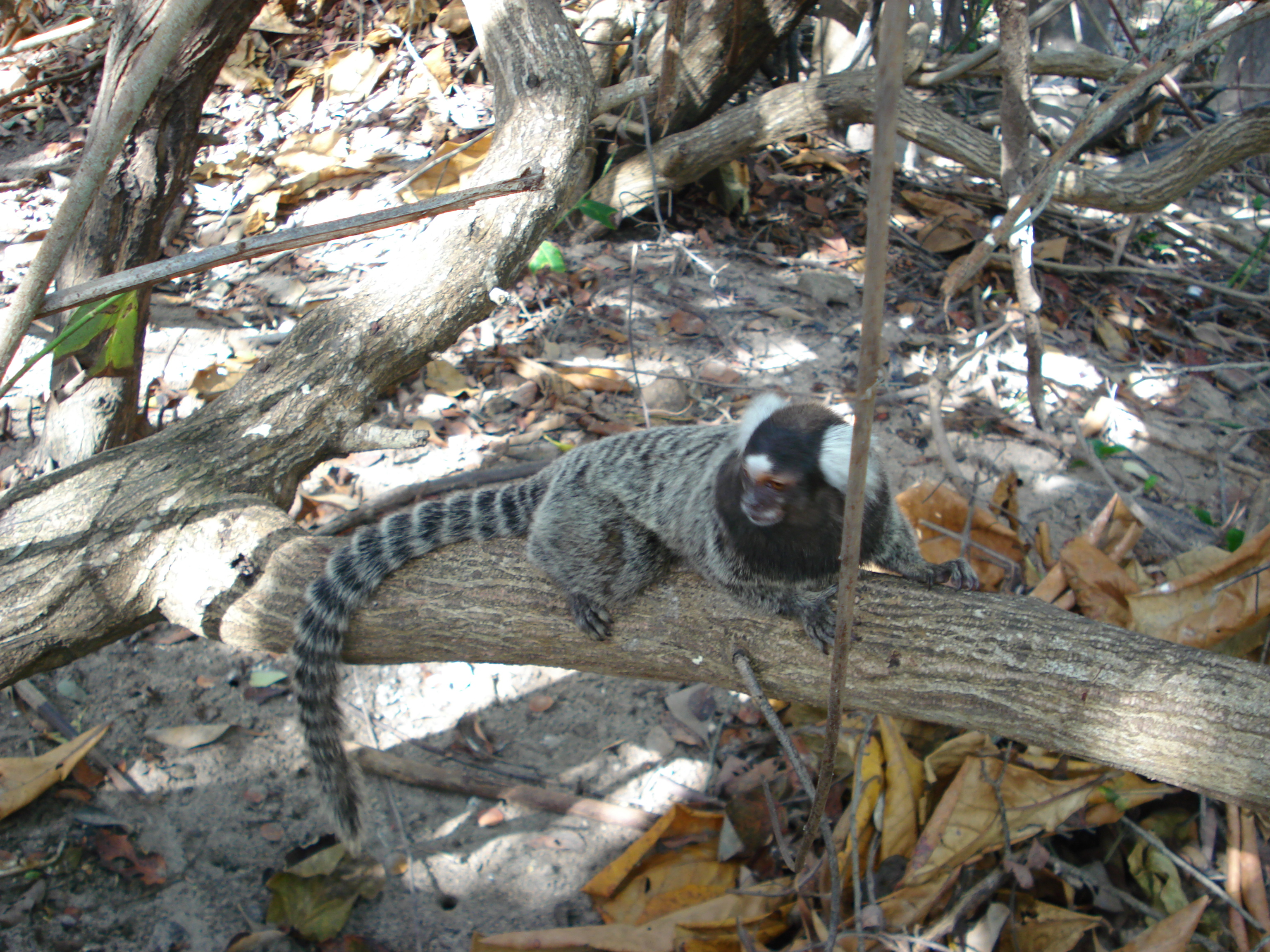
Weißbüschelaffe auf einem Ast

## Nahrung
Die Nahrung der Weißbüscheläffchen besteht vorwiegend aus Baumsäften und Insekten. Wie alle Marmosetten sind sie dank der spezialisierten Zähne in der Lage, Löcher in die Baumrinde zu nagen, um an die Baumsäfte zu gelangen. Diese spezialisierte Ernährung ermöglicht es ihnen, mit kleinen Lebensräumen auszukommen und vermindert die Nahrungskonkurrenz zu größeren, in stärkerem Ausmaß von Früchten abhängigen Primatenarten. Die Jagd auf Insekten macht rund 24 bis 30 % ihrer Zeit aus. In geringerem Ausmaß verzehren sie daneben auch noch Früchte, Samen, Blüten, Pilze, Schnecken, kleine Wirbeltiere und Eier.

## Fortpflanzung

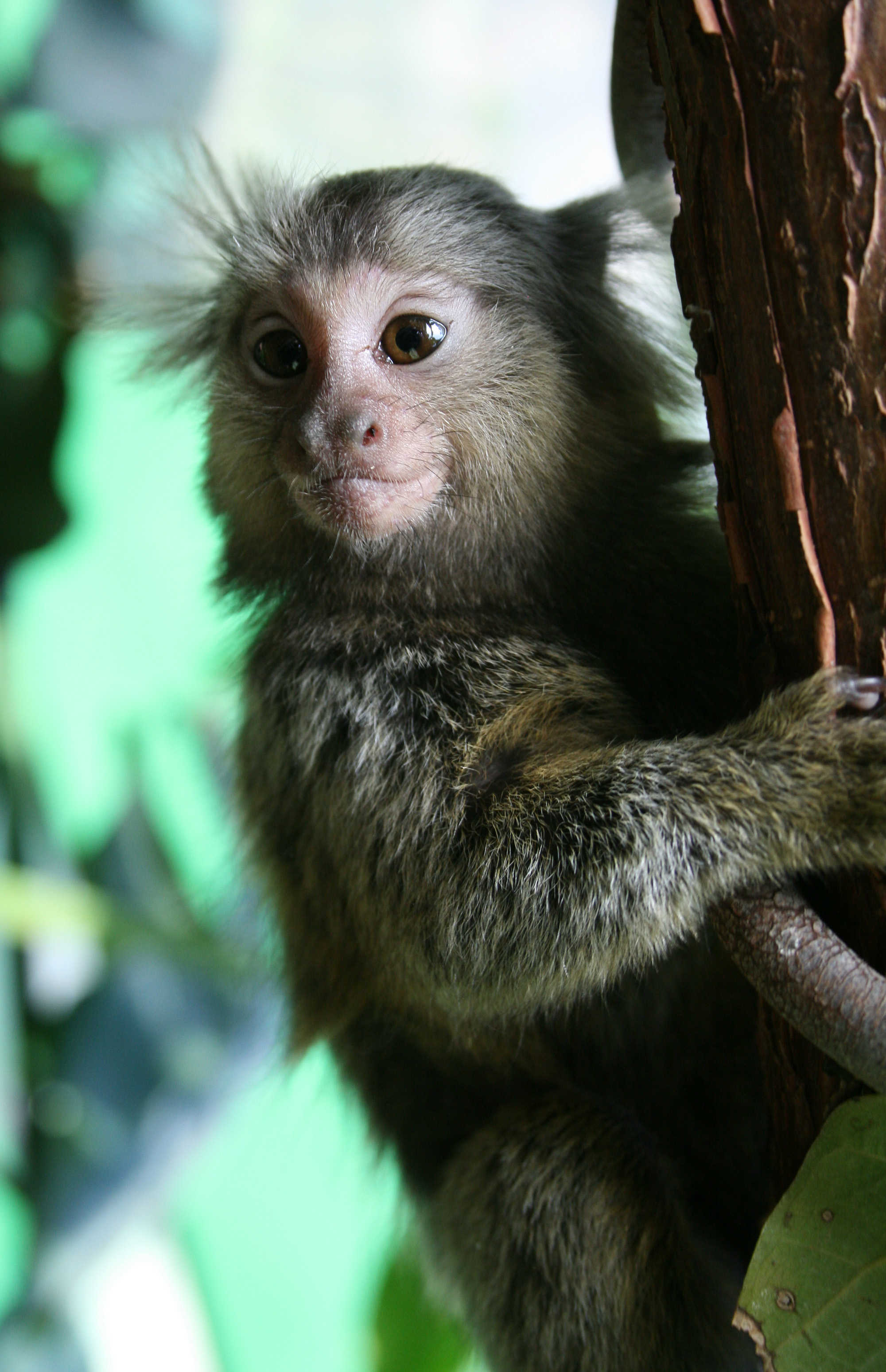
Junger Weißbüschelaffe

In Gefangenschaft bilden Weißbüschelaffen nahezu ausschließlich monogame Paare. In freier Wildbahn dürfte das Paarungsverhalten hingegen flexibler sein, neben monogamen Paaren kommt es auch zur Polyandrie, das heißt ein Weibchen – das dominante – paart sich mit mehreren Männchen. 
Die Weibchen sind das ganze Jahr über fortpflanzungsfähig und haben einen Regelzyklus von durchschnittlich 28 Tagen Länge, ähnlich wie beim Menschen. Allerdings gibt es keine Regelblutung oder andere äußere Anzeichen des Zyklus.
Nach einer Tragezeit von ca. 150 Tagen bringt das Weibchen wie bei allen Krallenaffen in der Regel Zwillinge zur Welt. In Gefangenschaft kommen öfter auch Drillinge vor, ganz selten Vierlinge. Die Jungtiere sind sehr groß – sie erreichen rund ein Viertel des Gewichts der Mutter. Obwohl die Mutter ihre Jungtiere säugt, kann sie nach der Geburt innerhalb von zwei Wochen wieder neue Eisprünge haben und auch befruchtet werden, während bei Menschen das Stillen normalerweise weitere Eisprünge für mehrere Monate verhindert. Die Väter und auch die anderen Gruppenmitglieder beteiligen sich intensiv an der Jungenaufzucht, sie tragen die Jungen herum und beschäftigen sich mit ihnen. Nach drei Monaten sind diese weitgehend entwöhnt, die Geschlechtsreife tritt im zweiten Lebensjahr ein. 
Die Lebenserwartung der Weißbüschelaffen beträgt in freier Wildbahn rund 12 Jahre.

## Weißbüschelaffen und Menschen
Seit den 1960er-Jahren wurden Weißbüschelaffen gefangen und in Tierversuchen eingesetzt oder zu Heimtieren gemacht. Als Labortiere zählen sie bis heute zu den am häufigsten eingesetzten Primatenarten, werden allerdings dazu eigens gezüchtet und nicht mehr gefangen. Die Jagd auf Weißbüschelaffen zum Zweck der Haltung als Haustier kommt aber immer noch vor. Eine weitere Bedrohung stellt die Zerstörung ihres Lebensraums dar, der die Tiere mancherorts ausgesetzt sind.
Aufgrund ihrer Anpassungsfähigkeit und ihrer relativen Anspruchslosigkeit an den Lebensraum zählen die Weißbüschelaffen allerdings nicht zu den bedrohten Arten, die IUCN listet sie als nicht gefährdet (least concern). Wie oben erwähnt, konnten sie sich auch in Regionen ausbreiten, die nicht Teil ihres ursprünglichen Lebensraums waren.
Biologen und Mediziner nutzen den Weißbüschelaffen zur Forschung mit Schwerpunkten in Verhalten, Reproduktion, Neurologie und Toxikologie.
Insbesondere in der Hirnforschung gelten Weißbüscheläffchen als Modelltiere zur Erforschung von Erkrankungen des Menschen, wie z. B. der Parkinson-Krankheit.